# 国鉄タキ19550形貨車
国鉄タキ19550形貨車（こくてつタキ19550がたかしゃ）は、かつて日本国有鉄道（国鉄）及び1987年（昭和62年）4月の国鉄分割民営化後は日本貨物鉄道（JR貨物）に在籍した私有貨車（タンク車）である。

## 概要
本形式は、液化イソブチレン専用の25t 積タンク車として1982年（昭和57年）5月21日に1両（オタキ19550）が富士重工業で、1993年（平成5年）9月24日に1両（オタキ19551）が日本車輌製造でそれぞれ製作された。
記号番号表記は特殊標記符号「オ」（全長 16 m 以上）を前置し「オタキ」と標記する。
液化イソブチレンを専用種別とする形式は本形式のみである。
1979年（昭和54年）10月より化成品分類番号「燃(G)23」（燃焼性の物質、高圧ガス、高圧ガス、可燃性のもの）が標記された。専用種別の「液化イソブチレン」と化成品分類番号の「燃」は赤色で標記されている。
荷役方式は上入れ・上出し式。緊急遮断弁は製造時から設置されている。
所有者は、日本石油輸送の1社のみであり、その常備駅は、横浜市の東高島駅、福島県の郡山駅である。
塗装は高圧ガス取締法（当時）による規定で、ねずみ色1号である。
全長は17,700mm、全幅は2,500mm、全高は3,820mm、台車中心間距離は13,600mm、実容積は46.8m3（オタキ19550）、47.2m3（オタキ19551）、自重は26.7t、換算両数は積車5.0、空車2.6である。台車は二軸ボギーで、コロ軸受のTR216Bである。
1987年（昭和62年）4月の国鉄分割民営化時には全車（2両）がJR貨物に継承されたが、2008年（平成20年）度に最後まで在籍した1両（オタキ19551）が廃車となり同時に形式消滅となった。